# Dům U Bílého lva (Celetná)
Dům U Bílého lva je dům čp. 555 na Starém Městě v Praze na Celetné ulici (č. 6), který svým zadním traktem zasahuje až na Kamzíkovou (č. 7). Stojí mezi domy U Tří mečů a U Černého slunce. Je chráněn jako kulturní památka České republiky.

## Historie
Ve 13. století zde stával pozdně románský dům, o kterém toho ale není více známo a zachovala se z něj jen část obvodového zdiva v dnešním sklepení. Ve 14. století byly dnešní Sixtův dům, dům U Tří mečů a dům U Bílého lva (čili čp. 553–555) na společné parcele. V roce 1414 se oddělila část dnešního Sixtova domu, v roce 1499 byla odprodána další menší část, dnes náležící k domu U Tří mečů. Z roku 1554 existuje zápis, že byl dům ve vlastnictví Fikarů z Vratu. Konkrétně ho měl zdědit po Jakubovi Fikarovi z Vratu jeho vnuk Jan Fikar z Vratu. Neví se však, jak dlouho dům rod vlastnil. Až do roku 1702 není záznam o názvu budovy. Přestavován byl renesančně a poté znovu ve 3. čtvrtině 17. století. Z roku 1713 se dochovala zmínka o šenku piva v tomto domě. V roce 1732 byl majitelem domu malíř Jan Adam Schöpf. Dochovaný záznam o jeho sporech se sousedem v roce 1736 svědčí o tom, že Schöpf dům opravoval. V roce 1739 ho prodal Janu Václavu Kaňkovi. Ve 20. letech 19. století byl dům přestavěn klasicistně (např. nové schodiště), v roce 1906 bylo během prací na domu secesně upraveno domovní znamení, další úpravy domu proběhly v letech 1928–1929, kdy zde vznikl luxusní obchod s kožešinami. Další úpravy ve 20. století jsou datovány do let 1955 (po požáru třetího patra) a 1988 (obnova královské cesty).
V současné době byl v domě obchod s uměleckým sklem a nedávno tam bylo otevřeno muzeum voskových figurín.